# Tachina californimyia
Tachina californimyia là một loài ruồi trong họ Tachinidae.